# Mitsuru Adachi
Pour les articles homonymes, voir Adachi (homonymie).
Mitsuru Adachi (あだち 充, Adachi Mitsuru, 安達 充)  est un mangaka japonais né le 9 février 1951 à Isesaki dans la préfecture de Gunma, au Japon.
Il est principalement connu en tant qu'auteur du manga Touch qui remporte un succès commercial sans précédent au Japon [réf. souhaitée]; l'anime est renommé Théo ou la Batte de la Victoire pour la diffusion française.

## Biographie
Mitsuru Adachi est né le 9 février 1951  à Isesaki. Son frère aîné est le mangaka Tsutomu Adachi (1947 – 2004) qui l'encourage à devenir mangaka.
Dans les années 1970, l'auteur dessine principalement des histoires courtes, et débute avec Kieta Bakuon dans le magazine Deluxe Sunday. Il alterne les genres et dessine pour d'autres auteurs et magazines,. Il travaille notamment avec Isami Ishii (石井いさみ)[Quand ?] et Jūzō Yamasaki (山崎十三)[Qui ?].
En 1978, il publie Ninesa première série originale, sur laquelle il est à la fois auteur et réalisateur, dans le magazine de prépublication Weekly Sunday, puis dans les années 1980, il passe au shōnen et crée l'événement en y intégrant amour et romance, éléments jusqu'ici réservés au manga pour jeunes filles. D'abord avec Miyuki en 1980, puis avec Touch (タッチ, Tacchi), succès commercial vendu à plus de 100 millions d'exemplaires qui le propulse parmi les mangaka les plus lus au Japon ; l'auteur propose l'histoire d'une relation entre deux frères jumeaux et leur amie d'enfance, dont le thème de fond est un championnat de baseball. En 1983, Miyuki est adapté en série TV d'animation et sera diffusé en français sous le titre Tommy et Magalie ; en 1985 c'est au tour de Touch d'être adapté en anime et sera diffusé en français sous le nom Théo ou la Batte de la Victoire, puis en films d'animation les années suivantes. Il se marie[Avec qui ?] en 1985[réf. nécessaire]. En 1988, c'est au tour de Hiatari Ryōkō!, une œuvre antérieure à Touch!, d'être adaptée en anime (Une Vie nouvelle pour la France).
Entre 1986 et 1991, il publie encore Slow Step, puis entre 1987 et 1989 Rough, un manga relatant un triangle amoureux dans l’univers de la natation.
Dans toutes ces séries, on constatera l'extrême ressemblance entre ses personnages principaux: Miyuki, Kasumi (Hiatari Ryökö), Minami (Touch!), Minatsu (Slow Step) et Ami (Rough) pour les personnages féminins, et Masato (Miyuki), Yuusaku (Hiatari Ryökö), Kazuya & Tatsuya (Touch!), Naoto Kadomatsu (Slow Step) pour les personnages masculins.
En 2017, il publie Mix, histoire dans l'univers de Touch, 30 ans après. Le premier volume se retrouve en rupture de stock et doit être réimprimé. La série est adaptée en anime en 2019.

## Œuvres
- 1970 : Kieta Bakuon (消えた爆音?) pré publié dans le magazine Deluxe Shonen Sunday[11].
- 1972 : Ai no Senshi Reinbōman (愛の戦士レインボーマン?), pré publié dans le magazine Terebi Magazine Otomodachi ; 4 volumes publiés chez Kodensha[BU 1].
- 1974 : Little Boy (リトルボーイ?), pré publié dans le magazine Young Sunday ; 1 volume publié chez Shogakukan[BU 2].
- 1975 :
  - Hirahira-kun Seishun Jingi (ヒラヒラくん青春仁義?), pré publié dans le magazine Chuu 1 Course ; 1 volume publié chez Gakken[BU 3].
  - Heart no Ace (ハートのエース, Hāto no ēsu?), pré publié dans le magazine Sho-Comi ; 1 volume publié chez Kodama Shuppan[BU 4].
  - Kibasen (牙戦?)
- 1976 :
  - Hirahira-kun Seishun Ondo (ヒラヒラくん青春音頭?)
  - Kōshientama (甲子園魂?)
  - Gamushara (がむしゃら?), pré publié dans le magazine Shuukan Shounen Sunday ; 2 volumes publiés chez Shogakukan[BU 5].
  - Hatsukoi Kōshien (初恋甲子園?)
- 1977 :
  - Nakimushi Kōshien (泣き虫甲子園?), pré publié dans le magazine Sho-Comi ; publié chez Shogakukan[BU 6].
  - Ah! Seishun no Koushien (ああ!青春の甲子園?), pré publié dans le magazine Sho-Comi ; 7 volumes publiés chez Shogakukan[BU 7].
  - Hirahira-kun Seishun Taiko/Nikki (ヒラヒラくん青春太鼓/日記?)[BU 8] :
Hirahira-kun Seishun Taiko (ヒラヒラくん青春太鼓?) pré publié  dans le magazine Sho-Comi ;
Hirahira-kun Seishun Nikki (ヒラヒラくん青春日記?) publié en 1 volume chez Kodama Shuppan et Gakken.
- 1978 :
  - Ohikenasutte! Yakyū Jingi (おひけェなすって！野球仁義?)
  - Nine (ナイン?), pré publié dans le magazine Shuukan Shounen Sunday Zoukan ; 5 volumes publiés chez Shogakukan[BU 9].
- 1979 :
  - Oira Hōkago Wakadaishō (おいら放課後若大将?) ; 2 volumes publiés chez Kodama Shuppan[BU 10].
- 1980 :
  - Hiatari ryōkō! (陽あたり良好！?), pré publié dans le magazine Shuukan Shounen Sunday Zoukan ; 5 volumes publiés chez Shogakukan[BU 11].
Adaptée en série TV d’animation en 1987, elle est diffusée en France à partir de 1990 sous le titre Une vie nouvelle[12].
  - Yūhi yo Nobore!! (夕陽よ昇れ！！?), pré publié dans le magazine Sho-Comi ; 2 volumes publiés chez Shogakukan[BU 12].
  - Miyuki (みゆき?), pré publié dans le magazine Shounen Big Comic ; 12 volumes publiés chez Shogakukan[BU 13].
- 1981 : Touch (タッチ?), pré publié dans le magazine Shuukan Shounen Sunday ; 26 volumes publiés chez Shogakukan[BU 14],[MN 1].
- 1984 : Ganbare onna no ko! (がんばれ女のコ!?) ; 3 volumes publiés chez Gakken[BU 15].
- 1986 : Slow Step (スローステップ?), pré publié dans le magazine Ciao ; 7 volumes publiés chez Shogakukan[BU 16].
- 1987 : Rough (ラフ?), pré publié dans le magazine Shuukan Shounen Sunday ; 12 volumes publiés chez Shogakukan[BU 17],[MN 2].
- 1988 : Short Program (ショートプログラム?) (recueil), pré publié dans le magazine Shounen Big Comic ; 4 volumes publiés chez Shogakukan[BU 18],[MN 3].
- 1990 : Niji-Iro Tohgarashi (虹色とうがらし?), pré publié dans le magazine Shuukan Shounen Sunday ; 11 volumes publiés chez Shogakukan[BU 19],[MN 4].
- 1992 :
  - Jinbé (じんべえ, Jinbē?), pré publié dans le magazine Big Comic Original ; 1 volume publié chez Shogakukan[BU 20],[MN 5].
  - H2 (エイチツー, Eichitsū?), pré publié dans le magazine Shuukan Shounen Sunday ; 34 volumes publiés chez Shogakukan[BU 21],[MN 6].
- 1998 :
  - Adachi Mitsuru Shoki Kessaku-shū (あだち充 初期傑作集?) (recueil) ; 3 volumes publiés[BU 22].
  - Hatsukoi Koshien (初恋甲子園?) ; 1 volume publié chez Shogakukan[BU 23].
- 2000 : Itsumo Misora (いつも美空?), pré publié dans le magazine Shuukan Shounen Sunday ; 5 volumes publiés chez Shogakukan[BU 24].
- 2001 : Katsu! (カツ!?), pré publié dans le magazine Shuukan Shounen Sunday ; 16 volumes publiés chez Shogakukan[BU 25],[MN 7].
- 2002 : Shiroi Natsu (白い夏?), pré publié dans le magazine Shuukan Shounen Sunday ; 1 volume publié chez Shogakukan[BU 26].
- 2005 :
  - Idol A (アイドルＡ?), pré publié dans le magazine Gessan et Young Sunday ; 1 volume publié chez Shogakukan[BU 27],[MN 8].
  - Cross Game (クロスゲーム?), pré publié dans le magazine Shuukan Shounen Sunday ; 17 volumes publiés chez Shogakukan[BU 28],[MN 9].
- 2006 : Bōken Shōnen (冒険少年?), pré publié dans le magazine Big Comic Original ; 1 volume publié chez Shogakukan[BU 29].
- 2009 : Q & A (QあんどA?), pré publié dans le magazine Gessan ; 6 volumes publiés chez Shogakukan[BU 30],[MN 10].
- 2009 : Oato ga Yoroshii Youde (おあとがよろしいようで?) ; 1 volume publié chez Shogakukan[BU 31].
- 2011 : Asaoka Kōkō Yakyū-bu Nisshi - Over Fence (浅丘高校野球部日誌― オーバーフェンス?), pré publié dans le magazine Shuukan Shounen Sunday ; publié chez Shogakukan[BU 32].
- 2012 : MIX (ミックス?), pré publié dans le magazine Gessan ; 16 volumes publiés chez Shogakukan[BU 33],[MN 11].
- 2014 : Short Game - Adachi Mitsuru ga Tanpen de Tsumugu Koukou Yakyuu (SHORT GAME ~あだち充が短編で紡ぐ高校野球~?) ; 1 volume publié chez Shogakukan[BU 34].
- 2017 : Natsu no Rakugaki (夏の らくがき?), pré publié dans le magazine Shuukan Shounen Sunday ; 1 volume publié chez Shogakukan[BU 35].

## Récompenses
- 1983 : Prix Shōgakukan catégorie Shōnen pour Miyuki et Touch[13]
- 2009 : Prix Shōgakukan catégorie Shōnen pour Cross Game[13]

## Exposition
- Mangapolis en 2016[14]

## Analyse
Adachi fait le choix d'utiliser une « focalisation externe » dans ses mangas: c'est-à-dire qu'on ne partage jamais les pensées de ses personnages, leurs motivations intérieures s'analysent par une communication non verbale. L'auteur utilise une mise en scène contemplative que Scott McCloud décrit comme une transition "scène à scène" dans "L'Art invisible" 1999[réf. souhaitée], un « art séquentiel basé sur le mouvement et l'immobilité ».
Afin de montrer les évolutions psychologiques de ses personnages adolescents et les faire murir, l'auteur fait souvent intervenir la mort dans ses histoires ou des situations familiales qui forcent les jeunes protagonistes à endosser les responsabilités du foyer.

## Sources